# بق متحمس
بق متحمس أو بق متفاني أو بق متضاهي (الاسم العلمي: Zelus)، جنس حشرات من رتبة نصفيات الأجنحة ورتبة الرضوفيات البق المغتال. يضم حالياً 60 نوعاً موصوفاً؛ معظمها يوجد في أمريكا الوسطى والجنوبية، وخمس أنواع موجودة في أمريكا الشمالية.